# Schlacht in der Straße von Malakka
1941

Versenkung der Force Z 
1942

C –
Ironclad 
1944

Diplomat –
Cockpit –
Transom –
Councillor –
Pedal –
Crimson –
Banquet –
Light –
Millet –
Outflank –

ab 22. Nov. als British Pacific Fleet Robson 
1945

Lentil –
Meridian –
Suffice –
Stacey –
Transport –
Onboard –
Penzance –
Passbook –
Sunfish –
Bishop –
Dukedom –
Mitre –
Irregular –
Balsam –
Bedlam Green –
Collie –
Livery –
Jurist –
Tiderace
Die Schlacht in der Straße von Malakka, (Operation Mitre), im japanischen Sprachraum auch als Schlacht vor Penang (ペナン沖海戦, Penan-oki kaisen) bekannt, war eine Seeschlacht in der Schlussphase des Pazifikkriegs während des Zweiten Weltkriegs. Sie resultierte aus der britischen Operation Dukedom, in der die Force 61 der britischen Eastern Fleet (East Indies Station) unter dem Kommando von Vizeadmiral Sir Arthur Power gezielt nach dem japanischen Schweren Kreuzer Haguro suchte. Am 15. Mai 1945 konnte eine britische Zerstörerflottille die Haguro und den sie begleitenden Zerstörer Kamikaze sichten und den Schweren Kreuzer durch Torpedos und Granaten so stark beschädigen, dass er am Folgetag sank. Die Haguro wurde seit dem 1. Mai zur Versorgung japanischer Truppen in Niederländisch-Indien und entlang des Golf von Bengalen eingesetzt.

## Vorgeschichte
Nach den schweren Verlusten der Kaiserlich Japanischen Marine in den Schlachten in der Philippinensee und im Golf von Leyte wurde die japanische Flotte in zwei Einheiten zersplittert: Da alle Nachschub- und Versorgungswege zwischen Südostasien und den Hauptinseln Japans unterbunden worden waren, konnte die nördliche Splittergruppe der Marine, die in den Häfen Kure und Nagasaki vor Anker lag, nicht mit Erdöl und Naphtha versorgt werden und musste deshalb wegen Treibstoffmangels auf alle Operationen verzichten. Die südliche Splitterformation, die in Singapur und Brunei stationiert war, konnte zwar über genug Treibstoff verfügen, litt aber unter Munitionsmangel, da Schiffsgranaten nur in Japan hergestellt wurden.
Zur südlichen Marineformation gehörte der Schwere Kreuzer Haguro, der nun nicht mehr offensiv operieren konnte und als Versorgungsschiff eingesetzt wurde. Dessen Aufgabe bestand darin, Treibstoff und Leinen von Malakka nach Hongkong zu bringen, und die Blockade der amerikanischen Unterseebootflottille im Südchinesischen Meer zu brechen.

## Die Schlacht
Am 9. Mai lief die Haguro unter dem Kommando von Konteradmiral Hashimoto Shintarō, begleitet vom Zerstörer Kamikaze, unter dem Kommando von Kapitänleutnant Kasuga Hitoshi aus, um japanische Truppen von Port Blair auf den Andamanen nach Singapur zu evakuieren und einige Tonnen Nachschub in dem Hafen abzuliefern. Die kleine Formation wurde jedoch durch zwei britische U-Boote der Royal Navy gesichtet, die dessen Position der Eastern Fleet unter Vizeadmiral Power meldeten. Dieser setzte seine Schiffe, damals in Trincomalee auf Ceylon stationiert, sofort in Bewegung (→ Operation Dukedom). Die beiden japanischen Schiffe wichen am 10. Mai nach Singapur zurück, um der britischen Schiffsformation zu entkommen.
Vier Tage später versuchten die Japaner erneut, die britische Blockade zu brechen. Vizeadmiral Harold Walker gab am 15. Mai um 02:17 Uhr den Befehl, die Operation Mitre auszuführen. Dies war eine spezielle Operation zur Durchführung einer Luft- und Seeräumung der Straße von Malakka und der südlichen Andamanensee von japanischen Hilfsschiffen.
Am 15. Mai um 10:50 Uhr wurden der gesuchte japanische Kreuzer und der Zerstörer von einer Avenger der 851 Naval Air Squadron des Geleitträgers Shah gesichtet, die vom Geleitträger Emperor gestartet war, weil das Flugzeugkatapult der Shah defekt war. Fast zur gleichen Zeit wurden die Schiffe von einer Liberator der No. 222 Group Royal Air Force gesichtet, einem von sechs dieser Flugzeuge, die gerade eine parallele Spurensuche begonnen hatten. Die Liberator beschattete beide Schiffe bis etwa 14 Uhr. Die Avenger hatte zuvor ein kleines Handelsschiff etwa 24 Kilometer nordwestlich des japanischen Kreuzers gesichtet und angegriffen, das von einem U-Boot-Jäger eskortiert wurde.

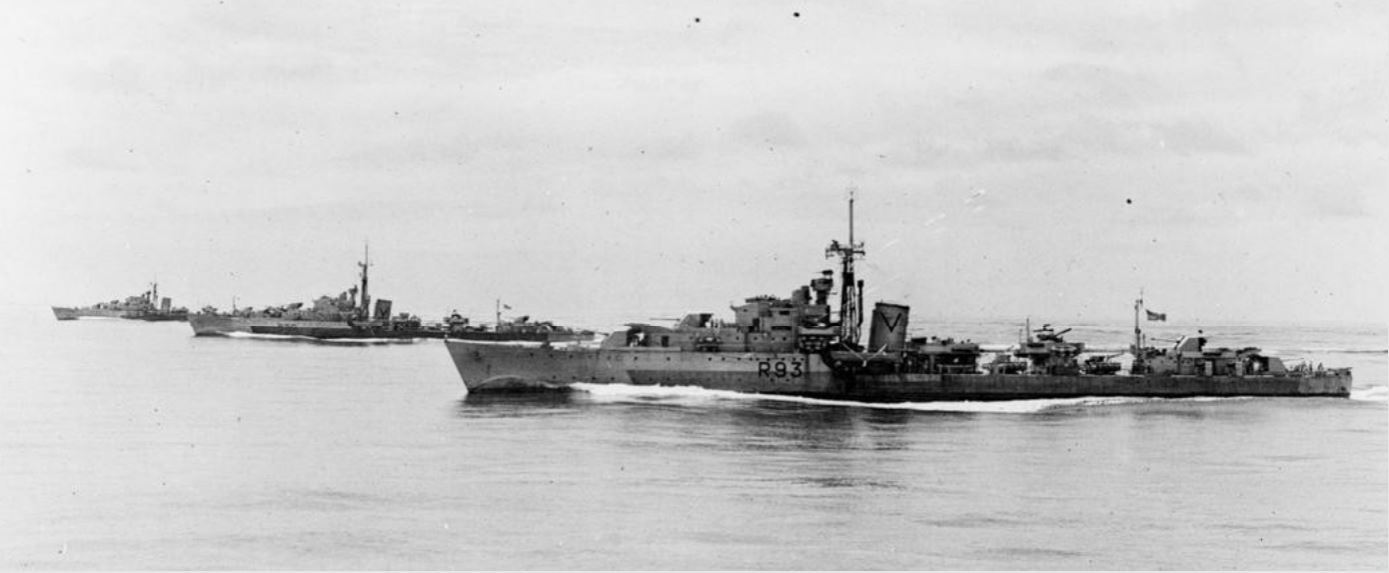
Die britischen Zerstörer Virago, Venus und Vigilant (v. l. n. r.), vom Zerstörer Verulam aus fotografiert

Die sich am nächsten zur Position der Haguro befindlichen Schiffe der Briten waren gegen 15 Uhr die Einheiten der 26. Zerstörerflottille unter Captain Manley Power. Die Saumarez, Verulam, Vigilant, Venus und Virago befanden sich rund 185 Kilometer entfernt und fuhren mit 27 Knoten darauf zu, um die Haguro in der folgenden Nacht abzufangen. Die Schlachtschiffe und deren Begleitschiffe befanden sich alle westlich von Sabang.
Infolge der Überlastung auf dem Deck der Emperor gab es nicht genügend Avenger-Torpedobomber, um die japanischen Kriegsschiffe zu beschatten. Daher konnten nur drei Flugzeuge 90 Minuten später gestartet werden, um den Kreuzer anzugreifen. Die Flugzeuge nahmen nach zwei Stunden wieder Kontakt auf, doch der Bombenangriff im Sturzflug führte nur zu einem Nahtreffer vor dem Bug der Haguro. Eine Avenger der 851 Naval Air Squadron ging verloren und ihre Besatzung wurde von den Japanern gefangen genommen.
Konteradmiral Hashimoto Shintarō wechselte nun erneut den Kurs seines Schiffes, um einem Gefecht zu entgehen; die Haguro steuerte die Straße von Malakka an.
Bei schlechten Wetterbedingungen (starker Regen und Gewitter) nahm der Zerstörer Venus um 23 Uhr Radarkontakt in einer Entfernung von 63 km zu den japanischen Schiffen auf. Die Zerstörer stellten sich nun in einer sichelförmigen Kordon-Angriffsformation auf. Die japanischen Schiffe fuhren in diese Falle. Nach einer Zeit der Beschattung griffen die britischen Schiffe unabhängig voneinander gleichzeitig mit Torpedos aus unterschiedlichen Richtungen und aus nächster Nähe an.
Um 01:05 Uhr am 16. Mai befand sich die Venus auf einem Kurs parallel zu dem der Haguro in einer perfekten Angriffsposition, als der Kreuzer am nordwestlichsten Schiff der Falle vorbeiraste. Der Torpedokontrolloffizier des britischen Zerstörers gab die falschen Winkeleinstellungen an seinen acht Torpedorohren ein und verpasste dadurch die gute Gelegenheit. Die Venus krängte stark nach Backbord, um das Zielgebiet freizugeben, aber die Einkreisung insgesamt aufrechtzuerhalten. Auf der Haguro dachte Konteradmiral Hashimoto Shintarō, die Venus hätte tatsächlich Torpedos abgefeuert. Er wandte sich von der vermeintlichen Torpedostartposition ab, um das kleinstmögliche Angriffsziel zu präsentieren. Dabei drehte sein Kreuzer nach Süden und geriet dabei tiefer in die Falle der britischen Zerstörer.
Der Zerstörer Saumarez eröffnete dann das Feuer gegen die Haguro. Die Venus, Verulam, Vigilant und Virago feuerten ebenfalls und schossen ihre Torpedos ab. Die Haguro wurde durch die Granaten der Saumarez und drei Torpedos der anderen Schiffe schwer getroffen, erlitt Maschinenschäden und musste Steuerbord fluten, um das Gleichgewicht beizubehalten. 

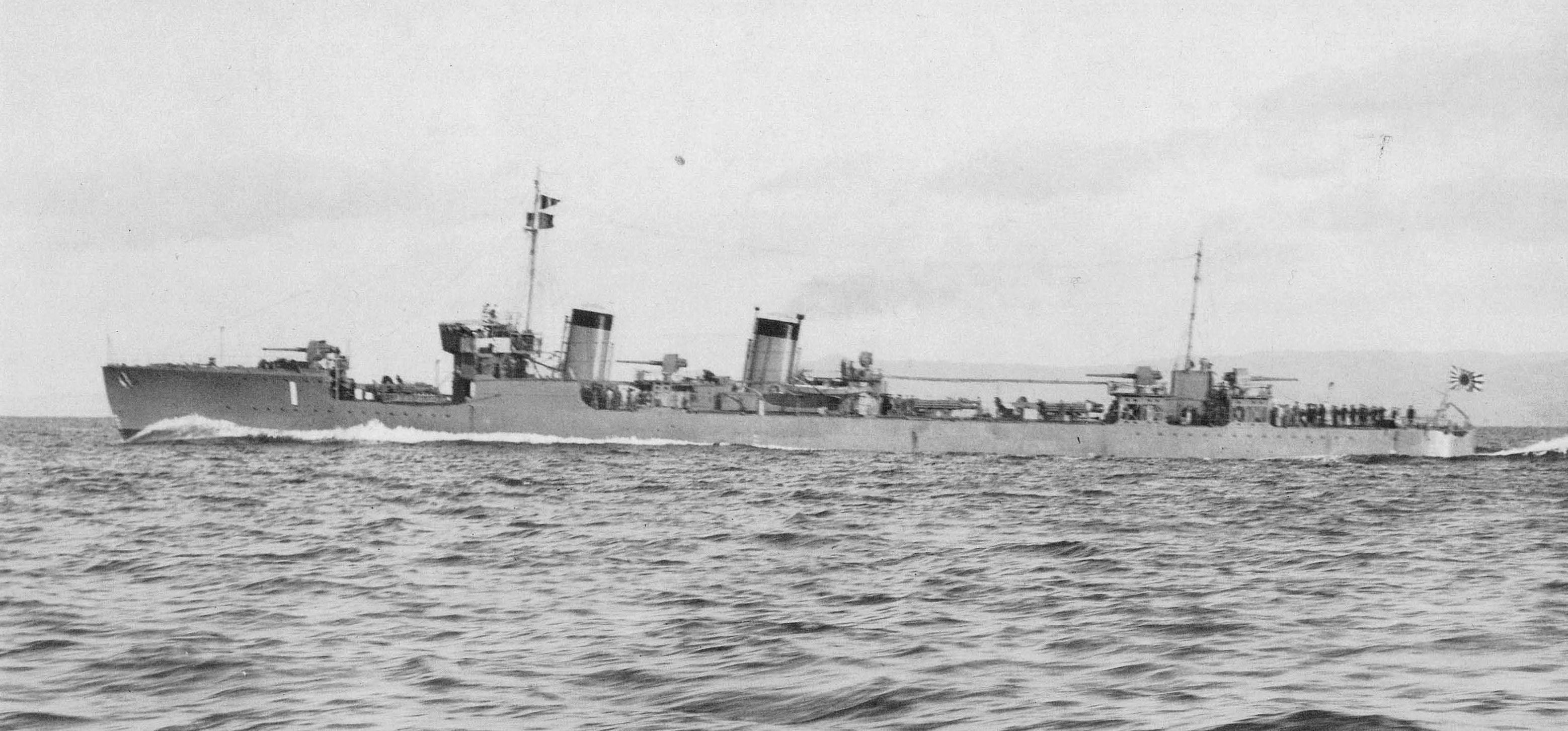
Der japanische Zerstörer Kamikaze

Zur gleichen Zeit erschien die Kamikaze am Steuerbordbug der Saumarez und querte von Steuerbord nach Backbord, nur 2,7 Kilometer entfernt und auf Kollisionskurs. Eine Salve der beiden radargesteuerten 119,4-mm-Kanonen am Bug der Saumarez, sowie 40-mm-Bofors-Granaten von den anderen britischen Zerstörern trafen die Kamikaze und rissen die Seite des japanischen Zerstörers in voller Länge auf.
Inzwischen hatte die Haguro ihre erste Breitseite abgefeuert und die Granaten schlugen neben der Saumarez im Wasser ein. Die Haguro war in etwa 4,8 Kilometer Entfernung im Licht der Leuchtgranaten beider Seiten deutlich zu sehen.
Um 01:25 Uhr wurde der Kreuzer durch zwei weitere Torpedos getroffen, und ein dritter schlug um 02:03 Uhr ein, zerschlug die Maschinenkessel der Steuerbordseite und brachte der Haguro solchen Schaden bei, dass der Kreuzer sechs Minuten später mit dem Bug voraus etwa 88 Kilometer vor Penang sank. Auf der Haguro starben 751 Seeleute sowie Konteradmiral Hashimoto und Konteradmiral Sugiura Kajiu, der Vizekommandeur des Kreuzers. Die Kamikaze erlitt einige Schäden und verlor 27 Matrosen, konnte aber in einem Regenschleier der Schlacht entgehen.

### Folgen für die britischen Schiffe
Das Gegenfeuer der Haguro hatte lediglich die Saumarez leicht getroffen, wobei zwei britische Matrosen getötet wurden. Drei weitere verbrannten zwei Stunden später im überheizten Maschinenraum.

## Nach der Schlacht
Am 17. Mai beobachten drei Aichi E13A Wasserflugzeuge, die in Penang gestartet waren, etwa 200 Überlebende im Wasser und ließen Rettungsinseln und Vorräte fallen. Kurz darauf kehrte die Kamikaze zurück und rettete 320 Männer, von denen zehn schwer verletzt waren. Sechs von ihnen starben später an ihren Verletzungen.
Die britische Flotte konzentrierte ihre Einheiten anschließend nördlich von Sumatra. Am 16. Mai wurden bei Tageslicht Aufklärungsflüge von Phuket nach Süden in die Straße von Malakka durchgeführt.
Mehrere Luftangriffe von etwa fünf japanischen Jagdbombern wurden auf die Flotte ausgeführt. Bei Sonnenuntergang gab es einen Nahtreffer auf der Virago, der Schäden über ihrer Wasserlinie verursachte. Es gab vier Tote und acht Schwerverletzte. Zwei der angreifenden Flugzeuge wurden von britischen Jägern beschädigt.